# صقل الاستهلاك
صقل الاستهلاك هو المفهوم الاقتصادي المستخدم للتعبير عن رغبة الأشخاص في امتلاك مسار مستقر من الاستهلاك. يرغب الأشخاص في نقل استهلاكهم من فترات الدخل المرتفع إلى فترات الدخل المنخفض للحصول على المزيد من الاستقرار والقدرة على التنبؤ. توجد عدة حالات للعالم، ما يعني أن هناك العديد من النتائج المحتملة التي يمكن أن تحدث خلال حياة الفرد. بالتالي، فإن الأشخاص، من أجل الحد من حالة الارتياب التي تحدث، يختارون التخلي عن بعض الاستهلاك اليومي لمنع حدوث نتيجة سلبية في المستقبل.

## التأمين وصقل الاستهلاك
لفهم نموذج صقل الاستهلاك في الحياة الواقعية، يجسد التأمين مثالًا هامًا على هذا. تتضمن الطرق المستخدمة لصقل الاستهلاك عبر فترات مختلفة؛ شراء التأمين. يعد التأمين مهمًا نظرًا إلى أنه يسمح للأشخاص بنقل الاستهلاك من فترات حيث يكون الاستهلاك مرتفعًا (حيث المنفعة الهامشية منخفضة) إلى فترات حيث الاستهلاك منخفض (حيث المنفعة الهامشية عالية). نظرًا للعديد من الحالات المحتملة للعالم، فإن الأشخاص يريدون تقليص حجم النتائج غير المؤكدة في المستقبل. يأتي هنا دور التأمين على الشراء. تقول نظرية التأمين الأساسية إن الأفراد سوف يطلبون التأمين الكامل لصقل الاستهلاك بالكامل عبر مختلف دول العالم. يفسر هذا سبب شراء الأشخاص للتأمين، سواءً في الرعاية الصحية، والبطالة، والضمان الاجتماعي. للمساعدة في توضيح ذلك، فكّر في سيناريو افتراضي مبسط مع الشخص (أ)، الذي يمكن أن يكون موجودًا في إحدى حالتين من حالات العالم. افترض أن الشخص (أ) الذي يعد بصحة جيدة ويمكنه العمل، سيكون هذا الحالة (س) للعالم. في يوم ما، يقع حادث مؤسف، ولا يعود بوسع الشخص أن يعمل. لذلك، لا يستطيع الحصول على دخل من العمل وهو في حالة (ص) للعالم. في الحالة (س)، يتمتع الشخص (أ) بدخل جيد من مكان عمله، وهو قادر على إنفاق المال على الضروريات، مثل دفع الإيجار وشراء الحاجيات من البقالة، والكماليات، مثل السفر إلى أوروبا. في الحالة (ص)، لم يعد الشخص (أ) يحصل على دخل بسبب الإصابة، وأصبح يكافح لدفع ثمن الضروريات. في العالم المثالي، كان الشخص (أ) على علم بأن يدخر لمثل هذا الحادث في المستقبل، وكان ليحقق المزيد من المدخرات للتعويض عن الافتقار إلى الدخل بعد وقوع الضرر. بدلًا من إنفاق المال في رحلة إلى أوروبا في الحالة (س)، كان يمكن للشخص (أ) أن يدخر تلك الأموال لاستخدامها في تلبية الاحتياجات الضرورية في الحالة (ص). غير أن الأشخاص يميلون إلى أن يكونوا ضعيفي التنبؤ بالمستقبل، لا سيما الذين يتسمون بقصر النظر. لذلك، فإن التأمين يمكن أن «يوفق أو يصقل» بين هاتين الحالتين ويوفر المزيد من اليقين للمستقبل.